# Antonio Brito
Pour les articles homonymes, voir Brito.
Antonio Luiz Paranhos Ribeiro Leite de Brito, ou surnommé Antonio Brito, né le 17 janvier 1969 à Salvador, est un administrateur de société et homme politique brésilien, membre du PSD.
Diplômé en administration des affaires, il est député fédéral depuis 2011 et président du Parti social démocratique à la Chambre des députés depuis 2019. Il s'est opposé à la destitution de la présidente Dilma Rousseff et entretient des bonnes relations avec Lula et le PT.

## Biographie

### Parcours professionnel
Antonio Brito est diplômé en administration des affaires de l'Université de Salvador (pt), au sein de l'École d'administration des affaires de Bahia en 1990, avec une spécialisation en audit économique et financier de l' Universidade Gama Filho en 1993 . 
Depuis les années 90, il est membre des conseils de gestion d'institutions gouvernementales ainsi que du conseil d'administration d'organismes représentatifs de Santas Casas et d'hôpitaux philanthropiques : président du Conseil municipal d'assistance sociale de Salvador entre 1996 et 2000, président du Conseil national de l'Assistance Sociale entre 2001 et 2003, membre du Conseil de Gestion des organisations sociales de Bahia entre 2004 et 2006, Membre du Conseil national de la santé en 2008, par exemple.

### Parcours politique
En 1999, il rejoint le Parti travailliste brésilien, le parti de son père Edvaldo Brito (pt).
Entre 2009 et 2010, il prend la direction du Secrétariat du travail, de l'assistance sociale et des droits des citoyens de la mairie de Salvador. En 2010, il est élu député fédéral de Bahia avec le Parti travailliste brésilien.
Lors des élections d'octobre 2014, il est réélu pour un second mandat en tant que député fédéral.
En mars 2016, Antonio Brito et son père, ancien maire et actuel conseiller de Salvador Edvaldo Brito (pt), ont annoncé qu'ils rejoignaient le Parti social démocratique.
En avril 2016, il vote contre la destitution de Dilma Rousseff, arguant des bonnes relations avec le gouverneur de Bahia Rui Costa (PT) et le soutien du gouvernement national dans son État.
En février 2019, il est nommé président du groupe Parti social démocratique à la Chambre des députés. Il est reconduit dans ses fonctions en février 2023.
En décembre 2022, il est avec le président du PSD Otto Alencar, l'une des personnes ayant négociées l'entrée de son parti au sein du troisième gouvernement du président Lula, obtenant trois ministères clés, l'Agriculture, les Mines et l'Energie et la Pêche.
En octobre 2023, Antonio Brito débute des négociations avec le gouvernement de Lula et le PT afin d'être élu président de la Chambre des députés en 2025. Ce dernier entretient des bonnes relations avec la gauche et le président Lula, arguant qu'il n'a pas voté la destitution de Dilma Rousseff en 2016 et empêcherait toute tentative de destitution ou déstabilisation de Lula.